# آلفیو کونتینی
آلفیو کونتینی (انگلیسی: Alfio Contini؛ زادهٔ ۱۹ سپتامبر ۱۹۲۷) فیلم‌بردار اهل ایتالیا است.

## فیلم‌شناسی
- اسکی مارپیچ
- سدوم و گمورا
- عشق و ازدواج
- گالیلئو
- یانکی
- لیبرتین
- برای عشق… برای افسون…
- جپو، مرد مجنون
- چشم گربه
- افکار شیطانی
- رام کردن زن سرکش
- سکس تا چه حد سرگرم‌کننده است؟
- وای خدا
- گربه مامان
- خاطرات یک اپراتور تلفن
- از همسایه خود بدزد
- جنبه خوب پائولینا